# Fort du Saint-Michel (Toul)

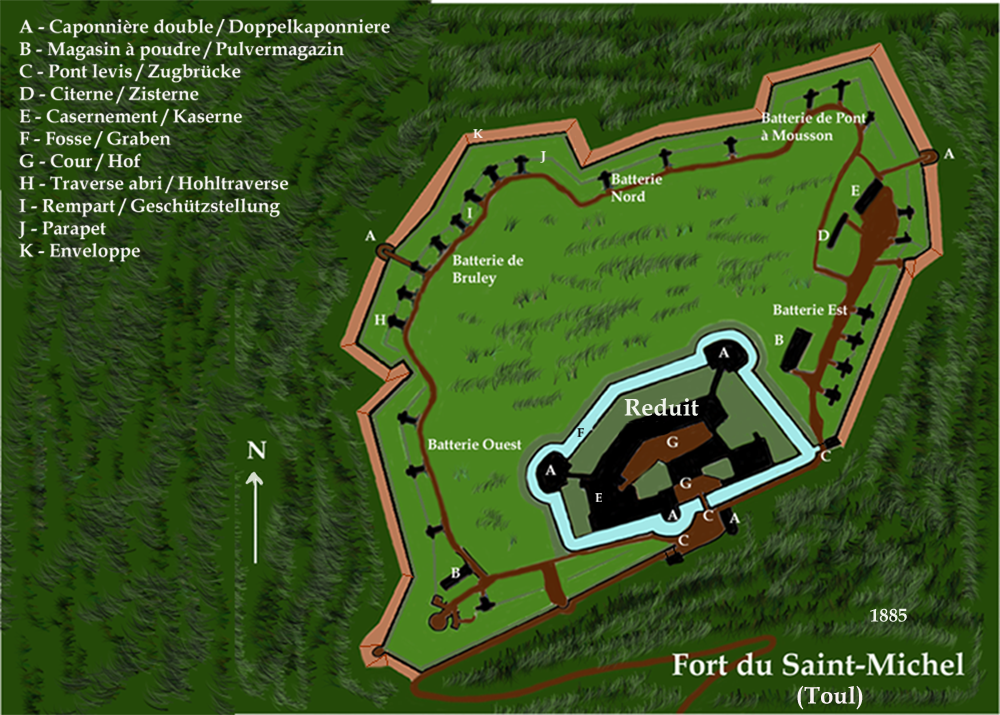
Fort du Saint-Michel im ursprünglichen Zustand

Das Fort du Saint-Michel, kurzzeitig auch Fort Klein genannt, war Teil der Gürtelfestung Toul. Das Fort liegt links der Mosel und nördlich von Toul in 380 Meter Höhe auf dem Hügel Mont Saint-Michel. Bedingt durch die Grenzverschiebung nach Westen als Ergebnis des verlorenen Deutsch-Französischen Krieges, wurde es an dieser strategisch wichtigen Stelle errichtet, auch weil die Deutschen Toul in diesem Krieg von hier aus beschossen hatten. Aufgabe des Forts war weiterhin die Überwachung der Straße nach Dieulouard und nach Ménil-la-Tour sowie des gesamten Bereichs bis zum Fort de Lucey und zum Fort de Villey le Sec.

## Benennung
Anfänglich war es Fort du Saint-Michel benannt. Per Präsidialdekret vom 21. Januar 1887 setzte der Kriegsminister Georges Boulanger um, dass alle Forts, befestigten Artillerieanlagen und Kasernen des Système Séré de Rivières die Namen von ehemaligen Militärkommandanten zu tragen hätten, weswegen das Fort dann den Namen Fort Klein nach dem Kavalleriegeneral Dominique-Louis-Antoine Klein erhielt. Am 13. Oktober 1887 wurde das vom Nachfolger Boulangers, Théophile Ferron, mit der Note Nr. 14980 vom gleichen Datum rückgängig gemacht, und das Fort erhielt seinen ursprünglichen Namen zurück.

## Das Bauwerk
Das Fort unterschied sich in großen Teilen von der sonst angewandten Bauweise der „Barrière de fer“ (Eiserne Barriere). Anstelle des üblichen, alleinstehenden Kernwerks hatte man hier eine regelrechte Festung mit einem Reduit und einem bastionierten Wall mit Eskarpemauer errichtet. Eine (später hinzugefügte) davorliegende Betonmauer bildete eine zusätzliche vordere Brustwehr. Der Wall folgt in groben Zügen der Böschungskante des Hügelplateaus, auf dem sich die Anlage befindet. Er umfasst den Hügel im Dreiviertelkreis von Westen nach Osten, der südliche Abschnitt war nur durch krenelierte Mauern und das Reduit gedeckt.
- Hauptwall

Der Hauptwall war (im Uhrzeigersinn) in fünf Abschnitte (Batterien) gegliedert:
- Batterie Ouest
- Batterie du Bruley
- Batterie Nord
- Batterie du Pont à Mousson
- Batterie Est

Der Wall war mit einer Brustwehr zur infanteristischen Verteidigung ausgestattet. Dazu kamen 48 Geschützstände, die durch 28 Hohltraversen voneinander getrennt waren.
In der Escarpenmauer befanden sich im Ost- und im Nordwestbereich je eine Doppelkaponniere zur Bestreichung der Mauerabschnitte von außen.
- Reduit

Im Süden war ein Reduit als Kernwerk in den Hauptwall integriert, das von einem 10 Meter breiten Graben umgeben war, den drei Doppelgrabenkaponnieren sicherten. Der Zugang zum Reduit erfolgte über eine Zugbrücke und ein Gittertor in der rückwärtigen Reduitmauer in den ersten Innenhof. Ein Torgebäude war nicht vorhanden. Die zweite Zugbrücke führte östlich neben dem Reduit in das Hauptwerk zur Batterie Est. Eine dritte Zugbrücke befand sich an der rückwärtigen Begrenzungsmauer auf dem Zugang zur „Batterie Ouest“ im Hauptwerk. Alle drei wurden durch eine Doppelkaponniere (sog. Corps de garde), die nur für Infanteriewaffen ausgelegt war, geschützt. Das Kernwerk war in der Kehle ebenfalls nur zur Infanterieverteidigung eingerichtet. Im Reduit befanden sich die Bäckerei, Kasernen, zwei Pulvermagazine, ein Artilleriezeugmagazin, eine Zisterne mit 250 m³ Fassungsvermögen und ein Verpflegungsmagazin.

### Baudaten
- Planungsbeginn: 27. Februar 1874
- Erteilung der Baugenehmigung durch den Kriegsminister: 5. Juni 1874
- Ausschreibung der Arbeiten: 23. Juni 1874
- Beginn der Arbeiten: 1. Juli 1874
- Fertigstellung: 31. Dezember 1878

### Baukosten
Die Gesamtkosten beliefen sich auf insgesamt 2.459.000 Francs
- Ankauf des Geländes: 47.700 Francs
- Kosten der Bauarbeiten: 2.411.300 Francs

### Ursprüngliche Bewaffnung
Das Fort war mit 68 Geschützen bestückt. Die drei Pulvermagazine (im Reduit, in der Batterie Est und in der Batterie Ouest) fassten 190 Tonnen Schwarzpulver, die Kartuschenmagazine hatten ein Fassungsvermögen von 200.000 Stück.
- Geschützpanzertürme: ohne
- Geschütze in Kasematten: ohne
- Freistehende Geschütze: 10 auf dem Reduit, 38 auf den Wällen
- Mörser: 8[2]
- Flankierungsgeschütze: 12 in den Grabenkaponnieren des Reduits

### Ursprüngliche Ausstattung
- Vorgesehene Besatzung 1885:

28 Offiziere
46 Unteroffiziere
652 Mannschaften
dazu kamen noch sechs Pferde
- Eine Sanitätsstation mit 35 Betten
- Zwei Backöfen zur Herstellung von je 280 Broten täglich
- Für die Wasserversorgung standen eine Zisterne mit 450 m³ im äußeren Werk und eine Zisterne mit 250 m³ Fassungsvermögen im Reduit zur Verfügung. Im Fort befanden sich keine Brunnen. Das Wasser wurde aus dem Rhein-Marne-Kanal entnommen und über eine Leitung von der ehemaligen Gemeinde Saint-Jean im westlichen Bereich von Toul aus hochgepumpt. Das Fort verfügte dazu über eine Filteranlage.

## Geplante Modernisierungen
- 1900

Im Reduit sollte die Kehlkaponniere verstärkt und die Frontgrabenkaponniere durch eine Grabenstreiche ersetzt werden.
Der Einbau von drei gepanzerten Beobachtungskuppeln und drei Geschützpanzertürmen Tourelle de 75 mm R modèle 1905 war vorgesehen.
Geplant war der Umbau des Parapets, der Bau einer betonierten Mauer vor dem Wall mit einem eisernen Staketenzaun und der Bau mehrerer kleinerer Unterstände.
Es sollten auch zwei Galerien unter dem Wall zur Beobachtungsstation und eine weitere Galerie zum Abschnittsmagazin und zum Geschützpanzerturm Tourelle Mougin de 155 mm modèle 1876 gebaut werden.
Veranschlagte Kosten: 1.563.000 Goldfrancs
- 1902

Einbau von zwei Geschützpanzertürmen Tourelle Galopin de 155 mm L modèle 1890.
Einbau eines Elektrizitätswerks.
- 1908

Ersatz der beiden Tourelles Galopin de 155 mm L modèle 1890 durch zwei Tourelles de 155 C modèle 1908 (Vorhaben 1909 zurückgezogen).
Bau von zwei gepanzerten und versenkbaren Scheinwerferkuppeln.
Im Reduit Bau einer Panzerbatterie für zwei Geschütztürme Tourelle Galopin de 155 mm R 07.
Auf dem Wall Bau einer Panzerbatterie für zwei Geschütztürme Tourelle Galopin de 155 mm R 07 (alle Vorhaben zurückgezogen).
Bau einer betonierten Mauer vor dem Wall mit einem eisernen Staketenzaun, dadurch würde eine Art Graben entstehen.
- 1913

Bau einer Telegraphenstation zur Verbindung mit dem Fort de Manonviller, dem Fort de Frouard und dem Fort Pont-Saint-Vincent.

## Durchgeführte Modernisierungen
- 1883

Bau eines zusätzlichen Pulvermagazins für 50 Tonnen Schwarzpulver.
- 1887 bis 1889

Bau einer betonierten Kaserne mit 560 Schlafplätzen, integriert in die Contreescarpe des Reduits zwischen den beiden Doppelkaponnieren.
- 1888 bis 1889

Bau einer betonierten Unterkunftskasematte im Südosten außerhalb des Forts mit 670 Schlafplätzen.
- 1888 bis 1890

Instandsetzung der Batterie Pont-à-Mousson. Verstärkung eines Teils der Friedenskaserne mit 90 Schlafplätzen durch eine Betoneindeckung. Einbau eines Geschützpanzerturms Tourelle de Mougin mit zwei Geschützen 155 mm. Dieser war 1888 im Camp de Chalons getestet worden. Er war am 7. September 1890 feuerbereit. Pro Geschütz stand ein Reserverohr zur Verfügung. Bau eines Abschnittsmagazins im Südosten außerhalb des Forts.
- 1888 bis 1891

Bau eines unterirdischen zentralen Pulvermagazins im Abhang des Berges am Weg zum Fort.
- 1888 bis 1890

Bau einer Betonkaserne mit 532 Schlafplätzen und einer Sanitätsstation mit 180 Betten unter dem Reduit. Überdeckung eines großen Teils der gemauerten Friedenskaserne mit einer Betonschicht.
- 1890 bis 1895

Anbindung an die Schmalspurbahn (Spurweite 600 mm).
- 1890 bis 1900

Bau eines elektrischen Telegraphen und einer Telegraphenzentrale. Es bestand jetzt Verbindung zu nahezu allen Forts des Festungsrings.
- 1890 bis 1891

Bau einer Beobachtungsstation mit versenkbarer Panzerkuppel in der Batterie de Bruley. Die Beleuchtung wurde durch Azetylenlampen sichergestellt.
- 1901 bis 1904

Verstärkung des äußeren Mauerrings durch Anlage einer zweiten Mauer aus Stahlbeton als Contreescarpe, auf der Krone ein zwei Meter hoher, eiserner Staketenzaun und neun baugleiche gepanzerte Beobachtungsstände (diese Art Kuppel wurde als Guérite blindée bezeichnet). Anlegen von Drahthindernissen im Vorfeld. Bau mehrerer kleiner Unterstände im Wall.
- 1902

Bau einer unterirdischen Verbindungsgalerie zwischen dem Reduit und den beiden externen Schutzräumen im Südosten.
- 1905

Bau einer unterirdischen Galerie von der Enveloppe zum gepanzerten Beobachtungsstand in der Batterie de Bruley und einer weiteren zur betonierten Kaserne in der Contreescarpe des Reduits.
- 1907

Bau einer unterirdischen Galerie zum Munitionstransport vom externen Abschnittsmagazin zum Geschützpanzerturm.
- 1910

Bau einer optischen Signalstation unter Panzerschutz.
- 1910 bis 1913

Bau eines Gefrierhauses mit einer Kapazität von 150 Tonnen Fleisch.
- 1912 bis 1914

Elektrifizierung der Beleuchtung, Bau eines dampfgetriebenen [Elektrizitätswerk]es in der Contreescarpe des Reduits.

## Ausstattung 1914
- 2110 Schlafplätze in der betonierten Kaserne
- 136 Schlafplätze in der gemauerten Friedenskaserne des Reduits
- 210 Tonnen Schwarzpulver
- 200.000 Kartuschen
- 2 Küchen mit Kochherden der Firma „François Vaillant“ mit 4 Kesseln zu je 100 Litern Fassungsvermögen
- 2 Backöfen mit einer Leistung von 280 Brotportionen täglich
- 1 Zisterne mit einem Fassungsvermögen von 450 m³ (Befüllung über eine externe Wasserleitung und ein Pumpwerk)
- 3 Zugbrücken System „Ardagt Piller“

### Kommunikation
- Lichtsignalstation

Die Lichtsignalstation war mit Petroleum-Scheinwerfern im Durchmesser zwischen 14 und 30 Zentimetern ausgestattet. Sie war in einer gepanzerten Station untergebracht. Die Bedienungsmannschaft bestand aus einem Offizier und acht Korporälen bzw. Telegraphisten der Pioniertruppe.
Optische Verbindung bestand zum:
- Fort de Frouard (19 km)
- Réduit de Charmes-de-la-Côte (7,8 km)
- Fort de Gironville über Relaisstation Poste extérieur de Lucey (5,2 km)
- Fort de Pont du Saint-Vincent (19 km)
- Fort de Liouville (25 km)

- Brieftauben

In einer Baracke auf dem Hof zwischen dem Reduit und dem Wall waren in einer Baracke 450 Brieftauben untergebracht.

### Beleuchtung
Im Frieden war das Fort mit einer Hilfsbeleuchtung ausgestattet. Sie bestand aus Petroleumlampen im Inneren des Reduits und in den Unterständen bzw. geschützten Räumen. Die Geschützpanzertürme wurden durch Kerzenlampen beleuchtet.
Im Kriegsfall erfolgte die Beleuchtung elektrisch mit einer Spannung von 110 Volt. Über diese Leitung wurden auch sechs Scheinwerfer zur Ausleuchtung der Gräben versorgt. Der Strom wurde durch das eigene Elektrizitätswerk erzeugt.

## Erster Weltkrieg

### Besatzung
- Die vorgesehene Kriegsbesatzung enthielt:

9 Offiziere und 675 Mann des „168e“ und „169e régiment d’infanterie“
6 Offiziere und 510 Mann des „6e régiment d’artillerie“ als Generalreserve
22 Offiziere und 766 Mann des COA (Landsturm) der „23e section“
11 Offiziere und 14 Mann des Verwaltungsstabes
33 Offiziere und 33 Mann des Artilleriestabes
20 Offiziere und 21 Mann des Pionierstabes
3 Offiziere und 144 Mann des Sanitätsdienstes
1 Offizier und 14 Mann der Gendarmerie
gesamt: 105 Offiziere und 2177 Mann
Bei der Mobilmachung wurden statt der vorgesehenen Besatzung eine Kompanie des „47e régiment d’infanterie territoriale“ und ein Bataillon des „42e régiment d’infanterie territoriale“ (Landwehr-Infanterie) sowie eine Batterie des „6e régiment d’artillerie à pied“ (5. Fußartillerieregiment) als Besatzung eingeteilt.

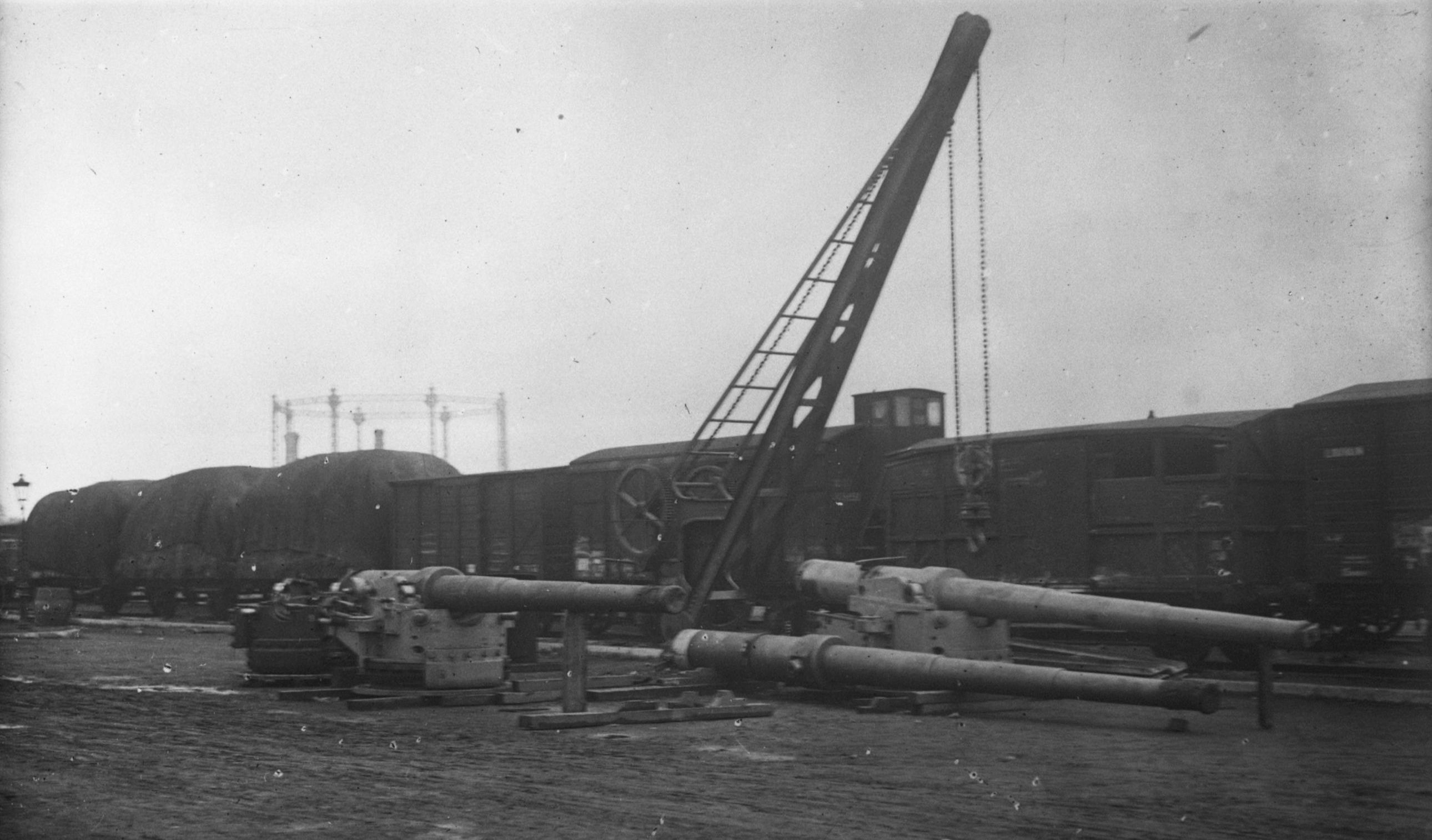
Ankunft der 24-cm-Marinekanonen in Toul im Dezember 1914

Nach Kriegsbeginn wurden zunächst zwei 24-cm-Marinegeschütze im Fort aufgestellt. Ende 1915 wurden alle Geschütze von den Wällen abgezogen und an die Front geschickt. Im Januar 1916 befanden sich noch erhebliche Mengen an Schwarzpulver in den Magazinen, damit sollte bei einem eventuellen deutschen Durchbruch das Fort gesprengt werden. Während der Schlacht um Verdun wurden in den Gängen und unterirdischen Galerien Sandsacksperren als Traversen eingebaut. Dazu kam eine unbekannte Anzahl an Maschinengewehren. Im gleichen Jahr wurden zwei Flugabwehrkanonen und mehrere Flugabwehr-Maschinengewehre aufgestellt.

## Bewaffnung

### 1878
| Auf den Wällen | Unter Panzerschutz | Grabenwehren                                                      | Externe Batterie |
| --- | ------------------ | ----------------------------------------------------------------- | ---------------- |
| 2 × Canon de 24 (Marinegeschütze) 17 × Canon de 155 mm L modèle 1877 13 × Canon de 138 modèle 1873–74 10 × Canon Reffye de 85 mm 2 × Canon de 4 modèle 1858 2 × Obus de 22 (Marinehaubitzen) 2 × Mortier de 220 mm modèle 1880 4 × Mortier lisse de 22 2 × Mortier lisse de 15 2 × Mortier lisse de 32 | keine              | 6 × Canon à balle (Kartätschgeschütze) 6 × Canon de 4 modèle 1858 | keine            |
| Geschütze gesamt: 66 |                    |                                                                   |                  |

### 1880
| Auf den Wällen | Unter Panzerschutz | Grabenwehren                                                                | Externe Batterie |
| --- | ------------------ | --------------------------------------------------------------------------- | ---------------- |
| 16 × Canon de 155 mm L modèle 1877 16 × Canon de 138 modèle 1873–74 6 × Canon de 120 mm L modèle 1878 10 × Canon Reffye de 85 mm 2 × Mortier lisse de 220 mm 2 × Mortier lisse de 22 2 × Mortier lisse de 27 | keine              | 6 × Canon revolver de 40 mm modèle 1879 6 × Canon 12 de culasse modèle 1884 | keine            |
| Geschütze gesamt: 66 |                    |                                                                             |                  |

### 1893
| Auf den Wällen | Unter Panzerschutz | Grabenwehren                                                    | Externe Batterie |
| --- | --- | --------------------------------------------------------------- | ---------------- |
| 16 × Canon de 155 mm L modèle 1877 16 × Canon de 138 modèle 1873–74 6 × Canon de 120 mm L modèle 1878 10 × Canon Reffye de 85 mm 2 × Obus de 220 mm 2 × Mortier lisse de 22 2 × Mortier lisse de 27 | 1 × Beobachtungskuppel (Observatoire cuirassé) auf dem Wall 9 × gepanzerte Beobachtungsstände (Guérite blindée) (1. Ausführung) 1 × Tourelle Mougin de 155 mm modèle 1876 | 6 × Canon revolver de 40 mm modèle 1879 6 × Canon 12 de culasse | keine            |
| Geschütze gesamt: 76 | |                                                                 |                  |

### 1906
| Auf den Wällen | Unter Panzerschutz | Grabenwehren                                                    | Externe Batterie |
| --- | --- | --------------------------------------------------------------- | ---------------- |
| 14 × Canon de 155 mm L modèle 1877 6 × Canon de 120 mm L modèle 1878 6 × Canon de 90 mm modèle 1877 2 × Mortier lisse de 32 4 × Mortier lisse de 22 4 × Mortier lisse de 15 | 1 × Beobachtungskuppel auf dem Wall 9 × gepanzerte Beobachtungsstände (1. Ausführung) 1 × Tourelle Mougin de 155 mm modèle 1876 | 6 × Canon revolver de 40 mm modèle 1879 6 × Canon 12 de culasse | keine            |
| Geschütze gesamt: 50 | |                                                                 |                  |

### 1910
| Auf den Wällen | Unter Panzerschutz | Grabenwehren                                                    | Externe Batterie |
| --- | --- | --------------------------------------------------------------- | ---------------- |
| 10 × Canon de 155 mm L modèle 1877 6 × Canon de 120 mm L modèle 1878 6 × Canon de 90 mm modèle 1877 2 × Mortier lisse de 32 4 × Mortier lisse de 22 4 × Mortier lisse de 15 | 1 × Beobachtungskuppel auf dem Wall 9 × gepanzerte Beobachtungsstände (1. Ausführung) 1 × Tourelle Mougin de 155 mm modèle 1876 | 6 × Canon revolver de 40 mm modèle 1879 6 × Canon 12 de culasse | keine            |
| Geschütze gesamt: 46 | |                                                                 |                  |

### 1914
| Auf den Wällen | Unter Panzerschutz | Grabenwehren                                                    | Externe Batterie                                                       |
| --- | --- | --------------------------------------------------------------- | ---------------------------------------------------------------------- |
| 10 × Canon de 155 mm L modèle 1877 (je 700 Granaten) 6 × Canon de 120 mm L modèle 1878 (je 700 Granaten) 6 × Canon de 90 mm modèle 1877 (je 600 Granaten) 2 × Mortier lisse de 32 (je 300 Granaten) 4 × Mortier lisse de 22 (je 300 Granaten) 4 × Mortier lisse de 15 (je 300 Granaten) | 1 × Beobachtungskuppel auf dem Wall 9 × gepanzerte Beobachtungsstände (1. Ausführung) 1 × Tourelle Mougin de 155 mm modèle 1876 | 6 × Canon revolver de 40 mm modèle 1879 6 × Canon 12 de culasse | 2 × Flugabwehrgeschütze Canon de 75 mm modèle 1897 auf Holzplattformen |
| Geschütze gesamt: 48 | |                                                                 |                                                                        |

### 1915
| Auf den Wällen       | Unter Panzerschutz | Grabenwehren                                                    | Externe Batterie |
| -------------------- | --- | --------------------------------------------------------------- | ---------------- |
| Keine                | 1 × Beobachtungskuppel auf dem Wall 9 × gepanzerte Beobachtungsstände (1. Ausführung) 1 × Tourelle Mougin de 155 mm modèle 1876 | 6 × Canon revolver de 40 mm modèle 1879 6 × Canon 12 de culasse |                  |
| Geschütze gesamt: 14 | |                                                                 |                  |

### 1917
| Auf den Wällen                | Unter Panzerschutz                                                                                                 | Grabenwehren                                                    | Externe Batterie |
| ----------------------------- | --- | --------------------------------------------------------------- | ---------------- |
| Diverse Maschinengewehrstände | 1 × Beobachtungskuppel 9 × gepanzerte Beobachtungsstände (1. Ausführung) 1 × Tourelle Mougin de 155 mm modèle 1876 | 6 × Canon revolver de 40 mm modèle 1879 6 × Canon 12 de culasse |                  |
| Geschütze gesamt: 14          | |                                                                 |                  |

## Heutiger Zustand
Das Fort weist keine kriegsbedingten Zerstörungen auf, es sind lediglich altersbedingte Beschädigungen am Mauerwerk vorhanden. Besonders betroffen ist die Kehle der Friedenskaserne. Im Zweiten Weltkrieg wurden alle Stahlpanzer entfernt und verschrottet. Es ist zum größten Teil mit Bäumen bewachsen.
Es wurde im Jahre 2000 an eine Privatperson verkauft, ein Betreten ist nicht gestattet.
Koordinaten: 48° 41′ 23″ N, 5° 52′ 53″ O